# Deer Lake (plaats in Newfoundland en Labrador)
Deer Lake is een plaats in de Canadese provincie Newfoundland en Labrador. Ze bevindt zich aan de oevers van het gelijknamige meer in het westen van het eiland Newfoundland. Het dorp telt een 4000-tal inwoners en is de hoofdplaats van de gemeente Deer Lake. Het is een belangrijk dienstencentrum voor westelijk Newfoundland.

## Geschiedenis
Het dorp Deer Lake ontstond pas echt in de jaren 1920, na de bouw van de Waterkrachtcentrale Deer Lake. Deer Lake groeide snel uit tot een vrij groot dorp, onder andere door de houtpulpindustrie die zich er ontwikkelde, dewelke in de 21e eeuw nog steeds belangrijk is voor de lokale economie. In 1955 werd er een luchthaven gebouwd aan de rand van het dorp.
In 1950 werd de plaats Deer Lake erkend als een gemeente. In 1994 werden twee naburige plaatsen geannexeerd, waardoor Deer Lake een fusiegemeente werd met het gelijknamige dorp als hoofdplaats.

## Geografie
Deer Lake is gelegen aan het noordelijke uiteinde van het meer Deer Lake, daar waar de rivier de Humber erin uitmondt. Het dorp ligt vrij centraal in het westelijke gedeelte van Newfoundland, op ruim 30 km van de zee. De plaats kon onder meer door zijn goede ligging uitgroeien tot de derde grootste bewoningskern in het westen van het eiland.
Het dorp grenst in het zuiden aan de plaats Spillway. Net ten noorden van Deer Lake, aan de overkant van de brug over de Humber, ligt nog het dorp Nicholsville. Zowel Spillway als Nicholsville maken deel uit van de fusiegemeente Deer Lake.

### Transport
Ten noorden van de dorpskern ligt de splitsing van de Trans-Canada Highway en Route 430, respectievelijk de belangrijkste weg van de provincie en de enige toegangsweg tot het Great Northern Peninsula. De interessante ligging tussen de stad Corner Brook (40 km) en het tot wereldnatuurerfgoed uitgeroepen Nationaal Park Gros Morne (30 km) spelen een belangrijke rol in het succes van Deer Lake Regional Airport, de belangrijkste luchthaven van westelijk Newfoundland.
In Deer Lake bevindt zich een halte van de trans-Newfoundlandse busdienst van DRL Coachlines.

## Demografie
Door de uitbreiding van de gemeente in 1994 worden er sindsdien geen aparte demografische data meer verzameld voor het dorp Deer Lake, enkel nog voor de volledige fusiegemeente.
| Demografische ontwikkeling van Deer Lake tussen 1951 en 1986 |
| ------------------------------------------------------------ |
|                                                              |
| Bron: Overheid van Newfoundland en Labrador                  |

## Galerij

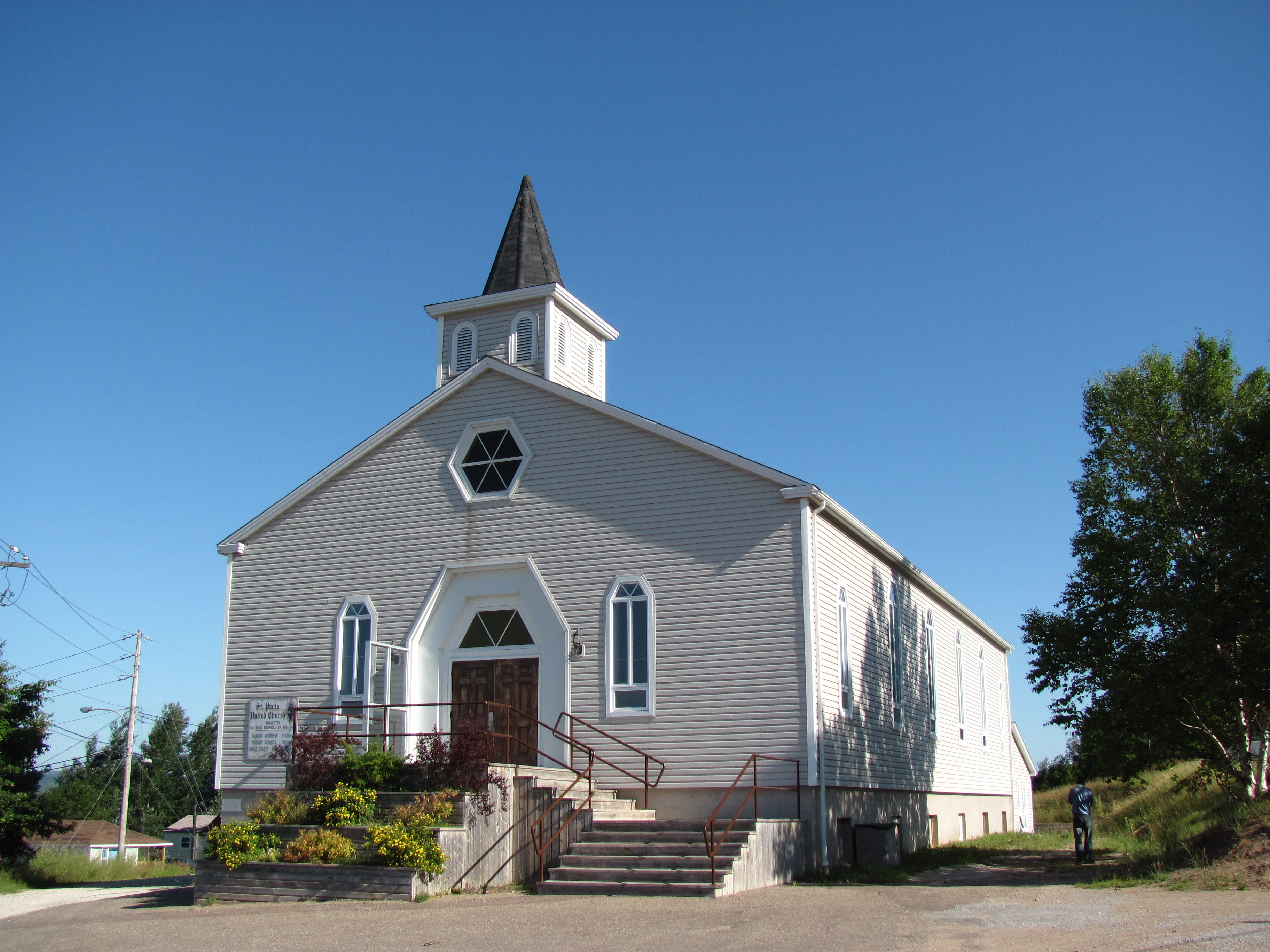
St. Paul's United Church
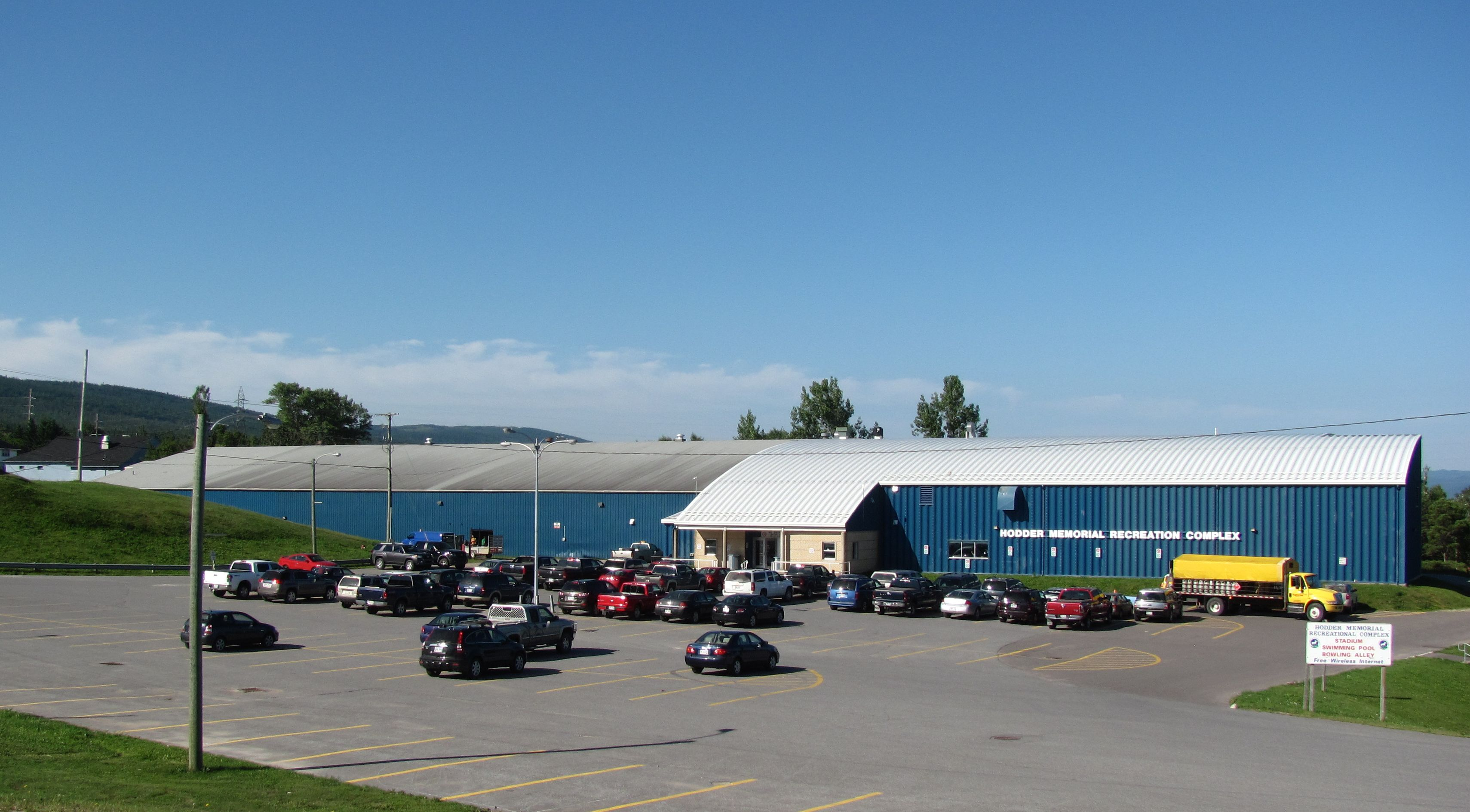
Hodder Memorial Recreatiecentrum
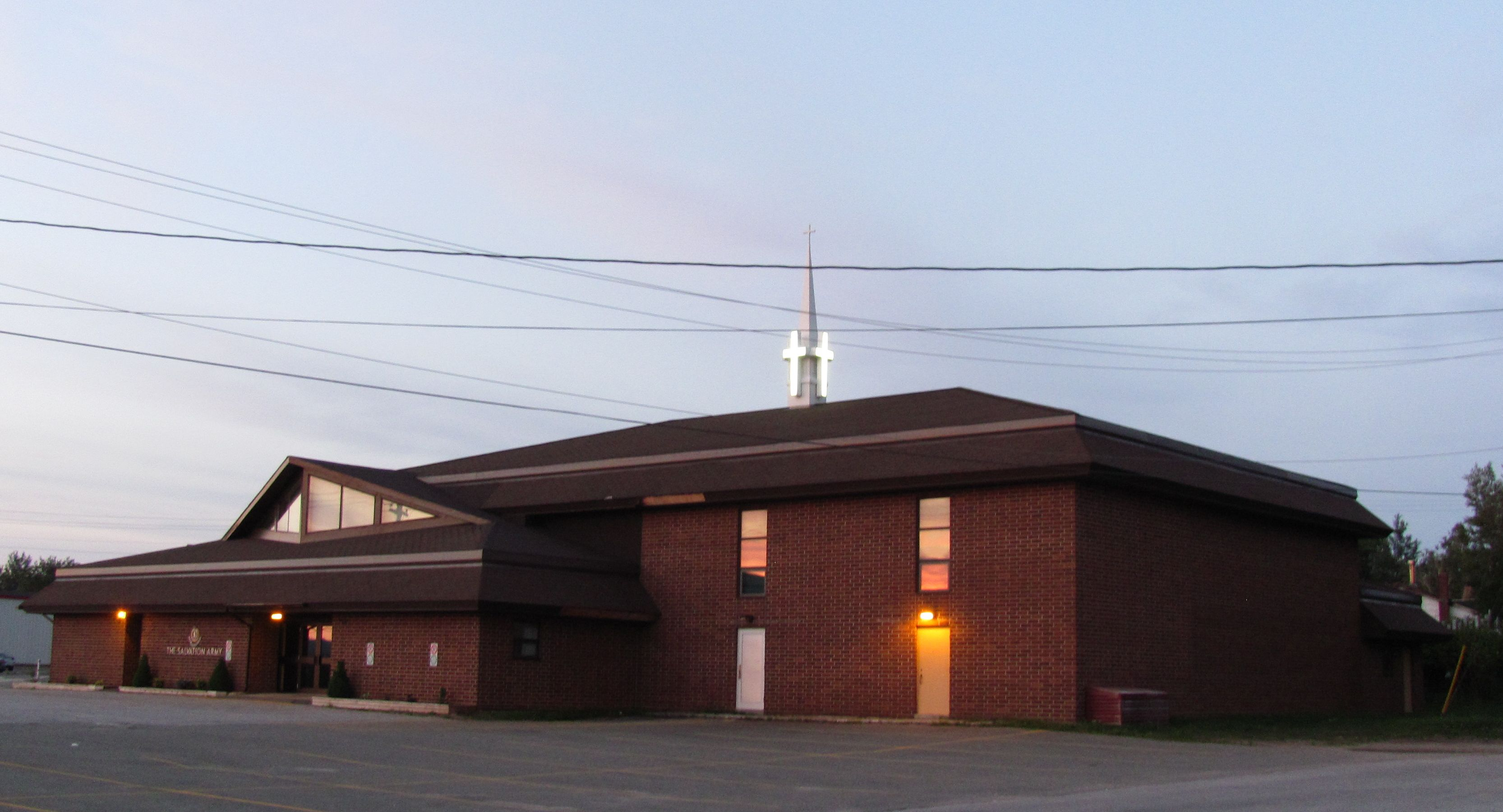
Gebouw van het Leger des Heils
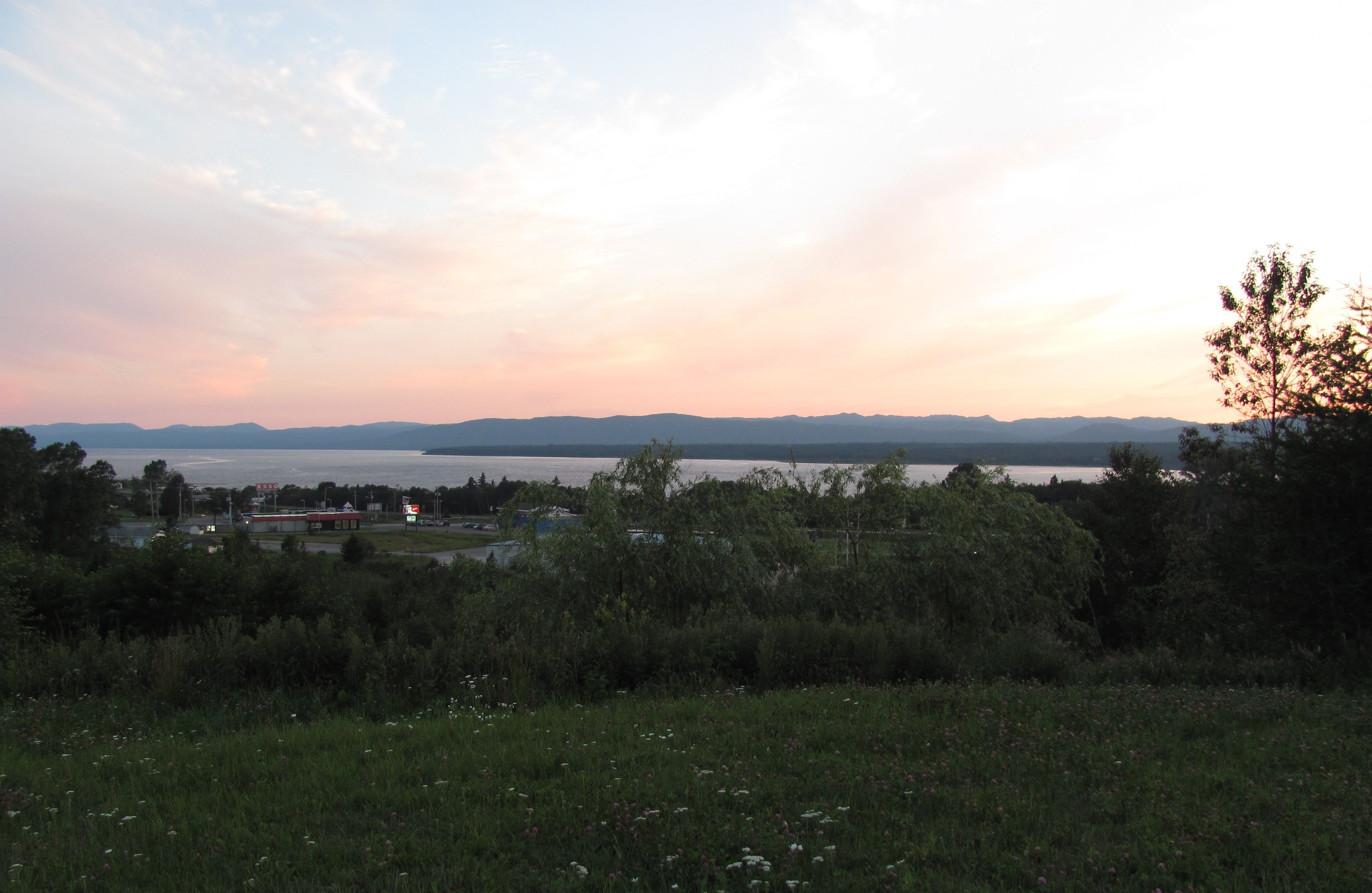
Zicht op het meer en de rand van het dorp

## Bekende (ex-)inwoners
- Dwight Ball (1957), premier van Newfoundland en Labrador
- Darren Langdon (1971), ijshockeyspeler en -coach